# Didymodon barbuloides
Didymodon barbuloides är en bladmossart som beskrevs av Libert och Élie Marchal 1872. Didymodon barbuloides ingår i släktet lansmossor, och familjen Pottiaceae. Inga underarter finns listade i Catalogue of Life.